# Janice Murphy
Janice Murphy, Cameron da sposata (Sydney, 19 ottobre 1942 – 30 aprile 2018), è stata una nuotatrice australiana.
Specializzata nello stile libero, ha vinto la medaglia d'argento nella staffetta 4x100 m sl alle olimpiadi di Tokyo 1964.

## Palmarès
- Olimpiadi
  - Tokyo 1964: argento nella staffetta 4x100 m sl.

- Giochi dell'Impero e del Commonwealth Britannico
  - 1966 - Kingston: argento nella staffetta 4x110 yd e nei 440 yd misti, bronzo nei 110 yd sl.